# Dariusz Smolarek
Dariusz Smolarek (ur. 17 lutego 1960 w Częstochowie) – polski ksiądz pallotyn, muzykolog.

## Wykształcenie
Studia filozoficzno-teologiczne ukończył w Wyższym Seminarium Duchownym Księży Pallotynów w Ołtarzewie i w 1987 r.przyjął święcenia kapłańskie. Studiował muzykologię na Katolickim Uniwersytecie Lubelskim w latach 1988–1993, a egzamin magisterski złożył w 1998 r. na podstawie pracy pt. Nowe śpiewy liturgiczne w polskich śpiewnikach wydanych po Soborze Watykańskim II. Styl i forma. W 2006 roku obronił pracę doktorską pt. Muzykalia klasztoru pijarów w Podolińcu jako źródło staropolskiej religijnej kultury muzycznej pogranicza (XVII–XVIII wiek). Studium historyczno-źródłoznawcze, pisaną pod kierunkiem prof. KUL dr. hab. Stanisława Dąbka.
Ks. Smolarek jest absolwentem Państwowej Szkoły Muzycznej II st. im. St. Moniuszki w Łodzi w klasie organów. W latach 2000–2001 odbył Podyplomowe Studium Dydaktyki Muzycznej w Akademii Muzycznej im. Fryderyka Chopina w Warszawie, a w 2004 – 2006 Podyplomowe Studium Dyrygentury i Emisji Chóralnej przy Akademii Muzycznej w Bydgoszczy.

## Działalność
Od roku 2005 ks. Dariusz Smolarek pracuje na stanowisku asystenta, a od 2008 adiunkta w Katedrze Polifonii Religijnej Instytutu Muzykologii Katolickiego Uniwersytetu Lubelskiego Jana Pawła II. Jest również wykładowcą muzyki kościelnej i emisji głosu w Wyższym Seminarium Duchownym Księży Pallotynów w Ołtarzewie. Należy do Stowarzyszenia Polskich Muzyków Kościelnych.
Ks. Smolarek kieruje zespołami wokalnymi – chórem męskim oraz zespołem Schola Gregoriana WSD Księży Pallotynów, chórem mieszanym parafii Królowej Apostołów w Ołtarzewie. Ze Scholą Gregoriańska wystąpił m.in. na VII Międzynarodowym Festiwalu Organowym w Płocku – wykonując Łacińskie Nieszpory ku czci św. Wincentego Pallottiego z improwizacją saksofonisty Krzysztofa Kralki (Katedra Płocka, 20 czerwca 2006).

## Publikacje
- Nowe śpiewy liturgiczne w polskich śpiewnikach wydanych po Soborze Watykańskim II. Styl i forma, „Communio” R. XXI, 2001 nr 2 (122), s. 105–114.
- Polonica w muzykaliach klasztoru pijarów w Podolińcu, „Muzyka” LII, 2007 nr 1 (204), s. 71–116.
- Missa Solennis In Honorem Sancti Cajetani Ferdynanda Szymona Lechleitnera, w: Additamenta Musicologica Lublinensia. Rocznik Instytutu Muzykologii Katolickiego Uniwersytetu Lubelskiego Jana Pawła II. R 3/2007, nr 1 (3), red. ks. R. Bernagiewicz, Polihymnia: Lublin 2007, s. 39–57. ISSN 1895-0493.
- Fundacja klasztoru i szkoły pijarów w Podolińcu, w: Docendo discere. Księga pamiątkowa ku czci Księdza. Profesora Anastazego L. Bławata SAC, Pallottinum: Poznań 2008, s. 220–228.
- Międzynarodowa Konferencja IAML. Neapol, 20–25 lipca 2008 (Sprawozdanie), Additamenta Musicologica Lublinensia. Rocznik Instytutu Muzykologii KUL Jana Pawła II. R 4/2008, nr 1 (4), s. 211–232. ISSN 1895-0493.
- Muzykalia pijarskie z Podolińca w zbiorach Państwowego Archiwum w Modrej na Słowacji, w: Europejska kultura muzyczna w polskich bibliotekach i archiwach, red. A. Patalas, St. Hrabia. Kraków, Musica Iagellonica, 2008, s. 71–137. ISBN 978-83-7099-160-9.
- Katalog tematyczny muzykaliów z klasztoru pijarów w Podolińcu * Thematischer Katalog für Musikalien aus dem Piaristen-Kloster in Pudlein, RISM Serie A/II, Wydawnictwo KUL: Lublin 2009. ISBN 978-83-7363-816-7.

## Dyskografia
- płyta CD 100-lecie Księży Pallotynów w Polsce (Nieszpory ku czci św. Wincentego Pallottiego wyk. Schola Gregoriana, Pieśni Pallotyńskie), Ołtarzew 2007 (przygotowanie i prowadzenie zespołów oraz opracowanie książeczki – ks. Dariusz Smolarek)

Posłuchaj fragmentów gregoriańskich Nieszporów ku czci św. Wincentego Pallottiego:
| (audio)                                      | \| (info) \| \| \| \| (info) \| \| \| \| (info) \| \| \| \| (info) \| \| \| \| (info) \| \| \| \| (info) \| \| \| \| Problem ze ściągnięciem pliku? Zobacz pomoc. \| |
| (info)                                       | |
|                                              | |
| (info)                                       | |
|                                              | |
| (info)                                       | |
|                                              | |
| (info)                                       | |
|                                              | |
| (info)                                       | |
|                                              | |
| (info)                                       | |
|                                              | |
| Problem ze ściągnięciem pliku? Zobacz pomoc. | |